# Volubilis
Volubilis (arabsky وليلي Walīlī) je částečně odkryté římské město v Maroku, které se nachází nedaleko města Meknes, mezi Fásem a Rabatem. Bylo založeno v úrodné zemědělské oblasti a od 3. století př. n. l. rozvíjeno jako fénické (a později kartágské) osídlení. Od 1. století n. l. začal rapidní růst pod Římskou nadvládou a město se zvětšilo na plochu 40 hektarů s obvodovou zdí o délce 2,6 km. Ve 2. století n. l. ve městě přibylo mnoho významných staveb, včetně baziliky, chrámu a vítězného oblouku. Prosperita Volubilis, která pocházela převážně z pěstování olivovníků, také podnítila výstavbu mnoha cenných domů s mozaikovou podlahou.
Město kolem roku 285 padlo do rukou místních kmenů a Římu se již nikdy nepodařilo navrátit jej do svých rukou, hlavně kvůli jeho vzdálenosti a špatným možnostem obrany. Město poté zůstalo obydlené ještě po 700 let. V pozdním 8. století z Volubilis vládl Idris ibn Abdallah, zakladatel státu Maroko. Město bylo opuštěno až v 11. století poté, co byla vláda přesunuta do Fásu. Většina místní populace se přestěhovala do nového města Moulay Idriss Zerhoun, které je od Volubilis vzdáleno asi 5 km.
Od roku 1997  jsou ruiny Volubilis součástí seznamu světového dědictví UNESCO.

## Fotogalerie

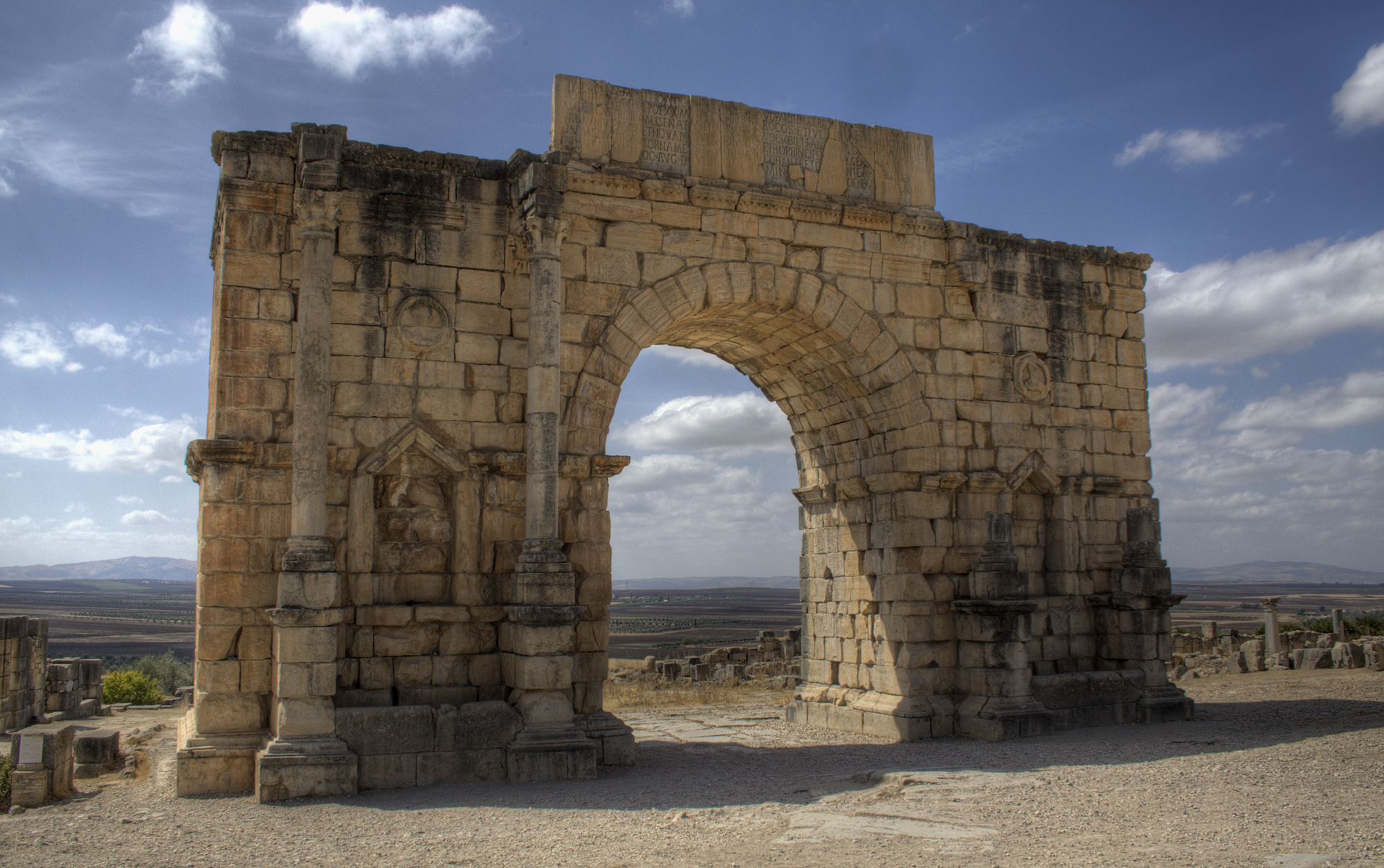
Vítězný oblouk
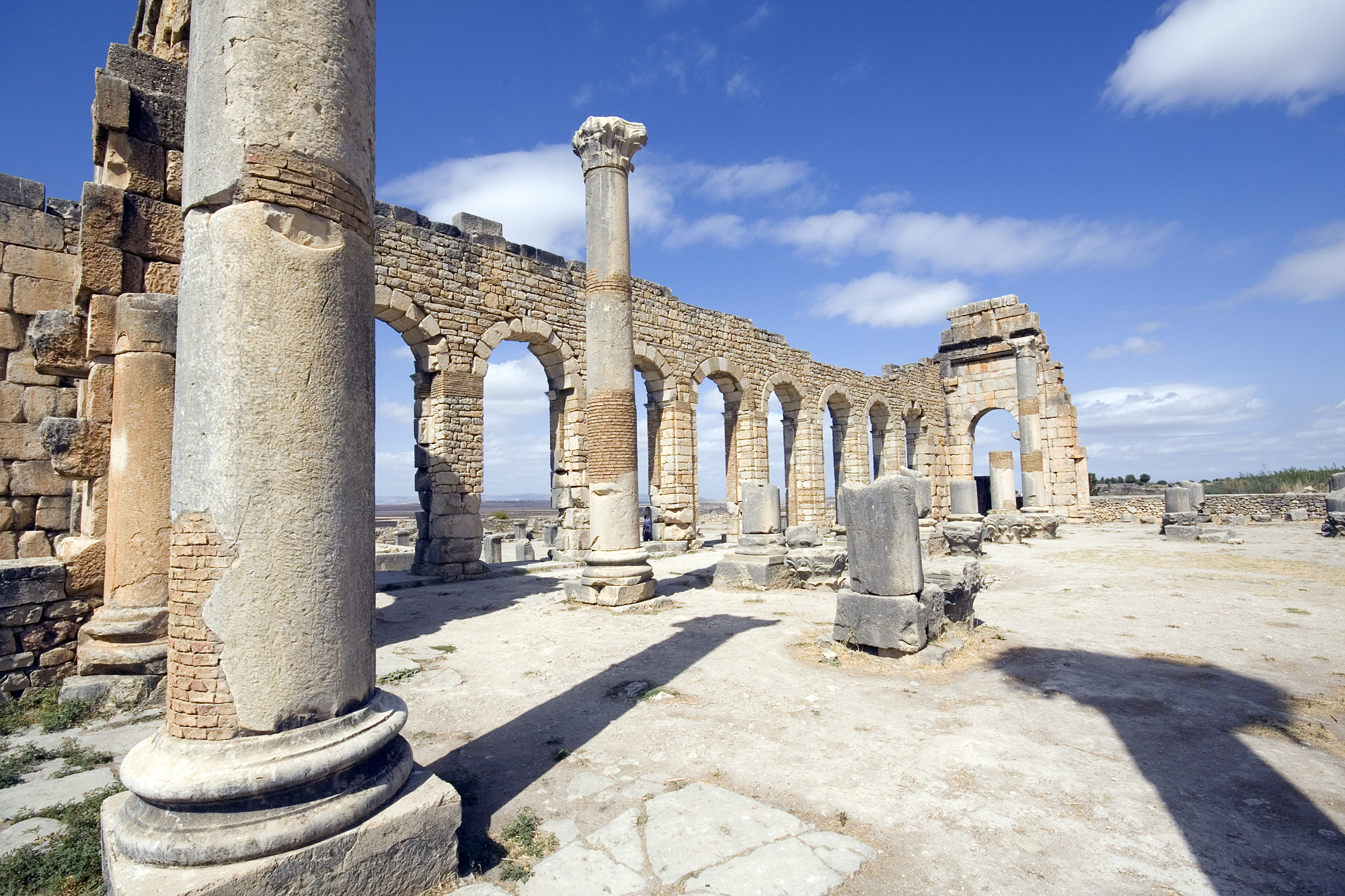
Bazilika
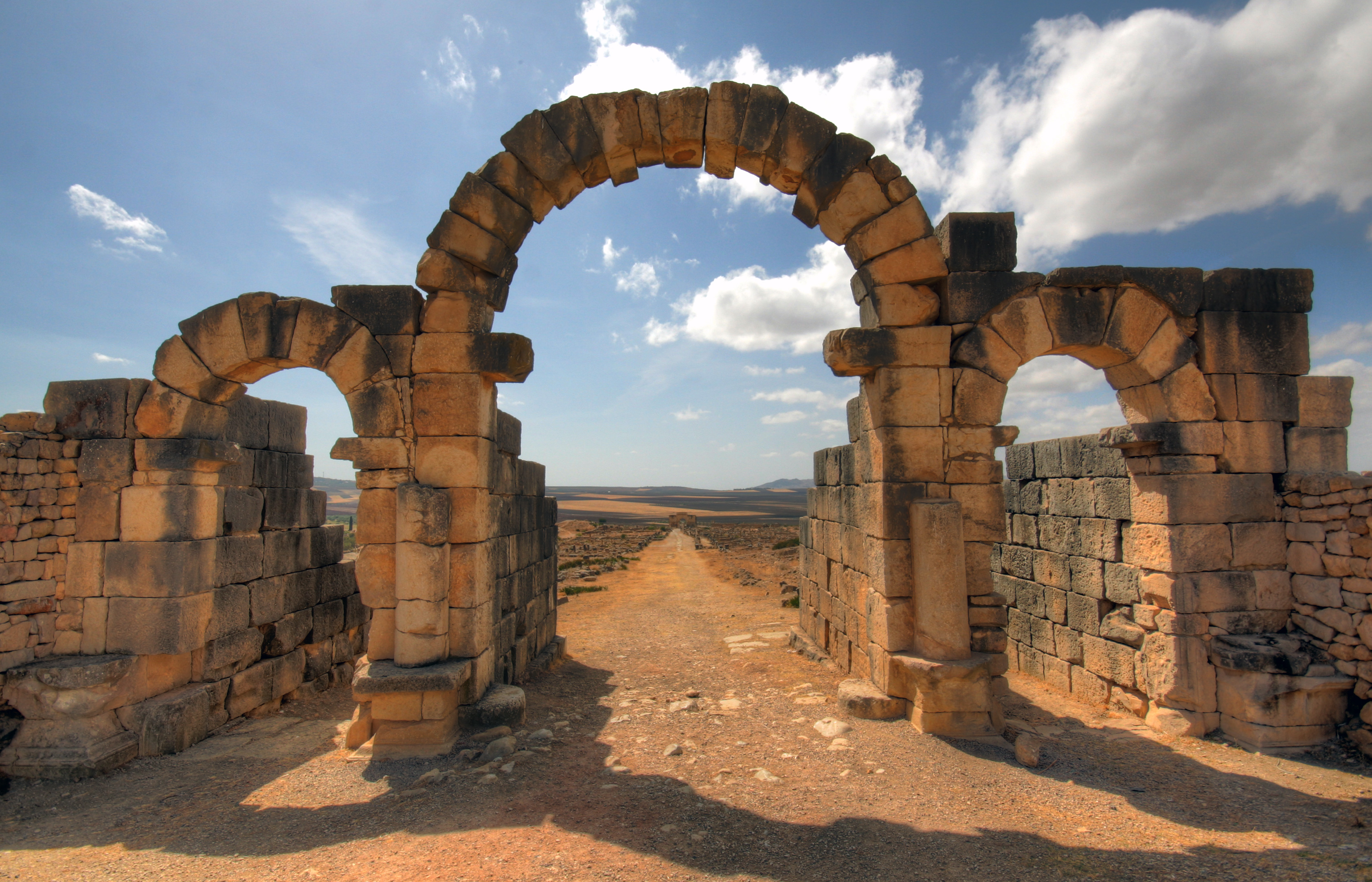
Brána Tingis
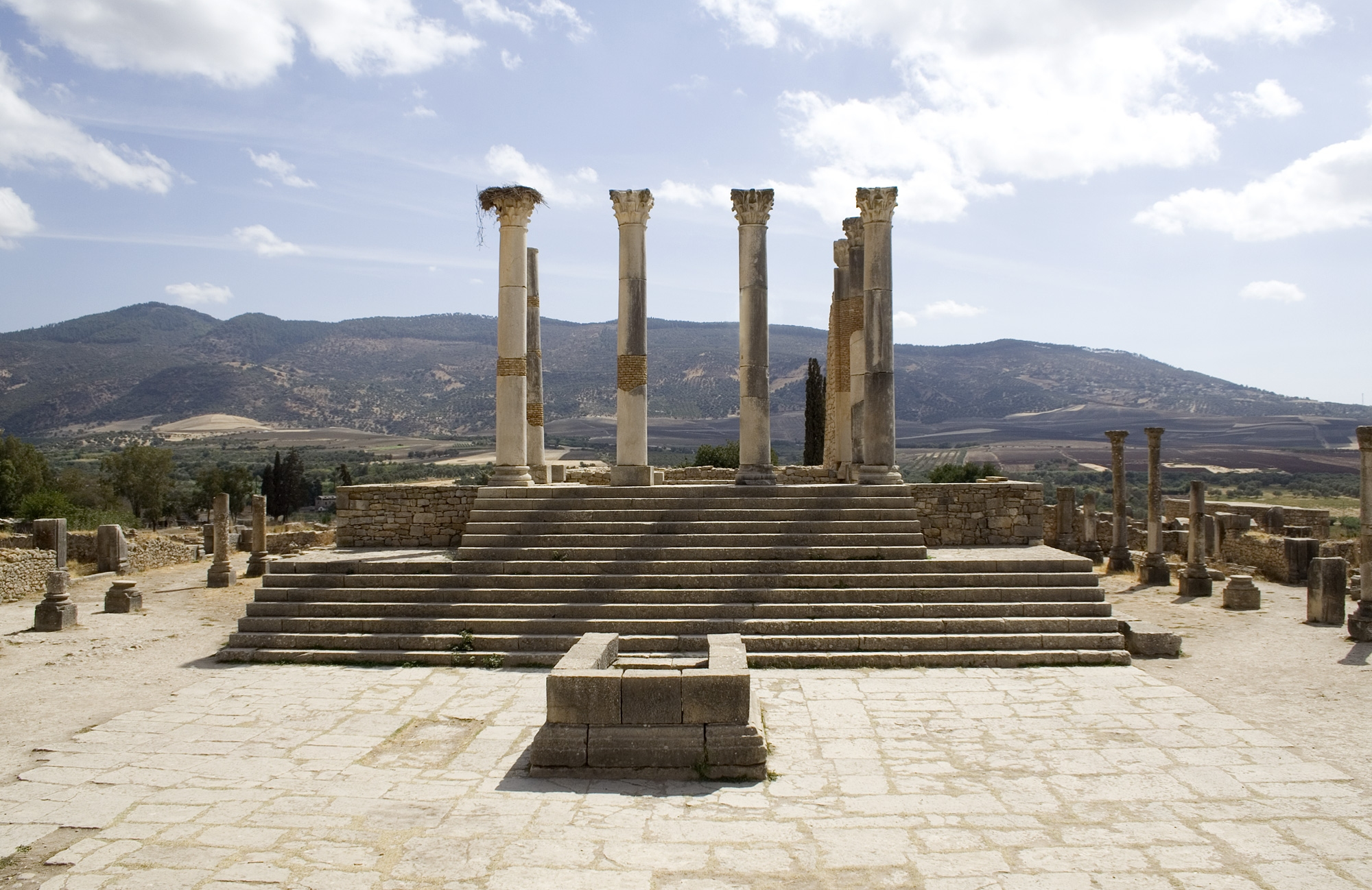
Kapitolní chrám
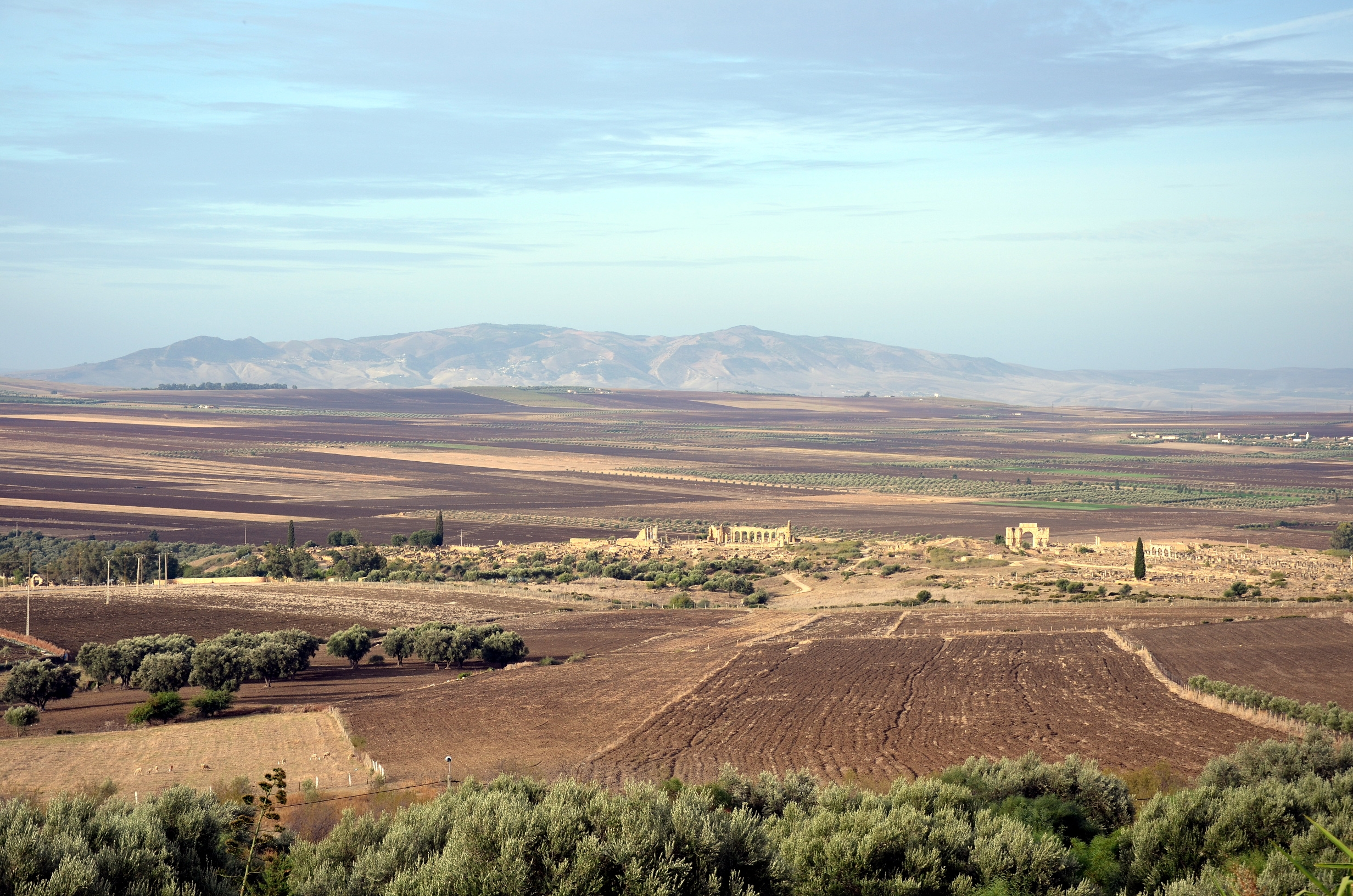
Celkový pohled na město